# Павел (Токаюк)
Епископ Павел (в миру Павел Токаюк, пол. Paweł Tokajuk; род. 26 июля 1978, Санок, Кросненское воеводство) — епископ Польской православной церкви, епископ Гайновский, викарий Варшавской епархии.

## Биография
Родился 26 июля 1978 года в семье священника в городе Санок в Подкарпатском воеводстве Польши.
В 2000 году окончил Православную семинарию в Варшаве и в том же году стал послушником Свято-Онуфриевского Яблочинского ставропигиального монастыря.
4 марта 2001 году Митрополитом Варшавским и всей Польши Саввой рукоположён в сан диакона. Нёс послушание референта канцелярии Варшавской Митрополии и секретаря Предстоятеля Польской Православной Церкви.
1 февраля 2009 года в составе делегации Польской православной церкви присутствовал на интронизации Патриарха Московского и всея Руси Кирилла в кафедральном соборном Храме Христа Спасителя.
В 2012 году окончил Христианскую богословскую академию в Варшаве.
В июне 2016 году как секретарь митрополита Варшавского и всей Польши Саввы членом делегации Польской православной церкви на всеправославном соборе на Крите.
В 2017 году окончил школу современных языков в Университете Аристотеля в Салониках.
10 июня 2017 года рукоположён в сан священника, оставаясь в рясофоре.

### Архиерейство
24 августа 2017 года решением Священного Синода епископов Польской Православной Церкви избран во епископа Гайновского, викария Варшавской епархии.
7 сентября 2017 года митрополитом Варшавским Саввой пострижен в мантию с именем Павел в честь священномученика Холмского и Подляшского Павла Швайко и во исполнение решения Священного Синода Польской Православной Церкви возведён в сан архимандрита.
25 сентября 2017 года в кафедральном соборе святой равноапостольной Марии Магдалины в Варшаве (Польша) Митрополит Варшавский и всей Польши Савва возглавил чин наречения архимандрита Павла во епископа Гайновского, викария Варшавской епархии.
В тот же день в том же соборе за Литургией была совершена хиротония архимандрита Павла во епископа Гайновского, викария Варшавской епархии, которую совершили: митрополит Астанайский и Казахстанский Александр (Могилёв), митрополит Владимир-Волынский и Ковельский Владимир (Мельник), архиепископ Люблинский и Холмский Авель (Поплавский), архиепископ Белостокский и Гданьский Иаков (Костючук), архиепископ Вроцлавский и Щецинский Георгий (Паньковский), епископ Перемышльский и Горлицкий Паисий (Мартынюк), епископ Супрасльский Григорий (Харкевич), епископ Лодзинский и Познанский Афанасий (Нос).